# 保安距離
保安距離 (ほあんきょり) とは危険物や爆発物が発火・爆発した場合に被害が及ぶ範囲である。
火薬類取締法では爆発物からの保安距離を求めて、適切な設備を設けることが定められている。

## 概要
保安距離の求め方。
{\displaystyle {K}={\frac {D}{W^{1/3}}}}
- K：保安距離
- D：爆発物の中心から対象物までの距離 m
- W：TNT換算爆薬量 kg

保安距離KはK値として定義され保安物件の種類に応じた値が定義されている。
| K値    | 被害状況                                                   |
| ------ | ---------------------------------------------------------- |
| 35～40 | 窓ガラスが割れる                                           |
| 13～30 | 窓枠が破損する                                             |
| 10～12 | 瓦が落ちたり、トタン屋根がはがれたりする                   |
| 8～9   | 柱が歪んだり,折れたりする                                  |
| 4～5   | 家屋倒壊                                                   |
| 3      | 強固な家屋や鉄筋コンクリなどの構造物が損壊する。           |
| 2      | 鉄筋コンクリや岩などが割れる                               |
| 1      | 重構造物が倒壊する、特殊な対爆構造物以外では耐えられない。 |

例えばTNT爆薬10kgがコンクリート構造物から4mの距離で爆発した場合のK値は1.86となる。
この場合は構造物にかなりの損傷が起きることが分かる。
同じ爆発でも10m離れた場所ではK値は4.64となりコンクリート構造物は爆発に耐えられることが分かる。
つまり、TNT爆薬10kgを保存するには10m以上離れた場所に鉄筋コンクリートの壁を築いて防護すれば周辺への被害は防げることが分かるわけである。